# EOn
eOn foi um projeto de computação distribuída  pelo BOINC, que utiliza técnicas de química teórica para resolver problemas em física da matéria condensada e na ciência dos materiais. Era um projeto do Instituto de Engenharia Computacional e Ciências na Universidade do Texas.
A tradicional dinâmica molecular pode modelar com precisão eventos que ocorrem dentro de uma fração de milisegundos. Para o modelo de eventos que ocorrem em escalas de tempo muito maiores, eOn, combina a teoria do estado de transição com cinética de Monte Carlo. O resultado é uma combinação da mecânica clássica e métodos quânticos como a teoria do funcional da densidade.
Uma vez que a geração de novas unidades de trabalho dependia os resultados das unidades anteriores, o projeto só poderia dar a cada host poucas unidades de cada vez.
Em 26 de Maio de 2014, foi anunciado que a eOn seria de se aposentar do BOINC.